# Klevshult
Klevshult – miejscowość (tätort) w Szwecji, w regionie administracyjnym (län) Jönköping, w gminie Vaggeryd.
Według danych Szwedzkiego Urzędu Statystycznego liczba ludności wyniosła: 266 (31 grudnia 2015), 307 (31 grudnia 2018) i 293 (31 grudnia 2019).